# Campionati italiani estivi di nuoto 1921
I Campionati italiani estivi di nuoto 1921 si sono svolti a Passignano sul Trasimeno, dove è stato allestito un campo a lago da 100 metri, tra il 14 agosto e il 15 agosto 1921. In questa edizione c'è l'esordio delle gare femminili.

## Podi

### Uomini
| Evento               | Oro                                                                     | Tempo   | Argento | Tempo | Bronzo | Tempo |
| Stile libero         |                                                                         |         |         |       |        |       |
| 100 m                | Mario Massa                                                             | 1'06"6  | -       | -     | -      | -     |
| 400 m                | Mario Massa                                                             | 6'05"2  | -       | -     | -      | -     |
| 1500 m               | Gianni Tausani                                                          | 25'37"8 | -       | -     | -      | -     |
| Dorso                |                                                                         |         |         |       |        |       |
| 100 m                | Neven Mohovic                                                           | 1'37"4  | -       | -     | -      | -     |
| Rana                 |                                                                         |         |         |       |        |       |
| 200 m                | Emerico Biach                                                           | 3'27"8  | -       | -     | -      | -     |
| Staffette            |                                                                         |         |         |       |        |       |
| 4x200 m stile libero | Esperia Fiume Dizener Roberto Blasich Romeo Sperber Antonio Quarantotto | 12'07"6 | -       | -     | -      | -     |

### Donne
| Evento       | Oro         | Tempo  | Argento | Tempo | Bronzo | Tempo |
| Stile libero |             |        |         |       |        |       |
| 100 m        | Elda Togigi | 1'41"0 | -       | -     | -      | -     |